# 奈雪的茶

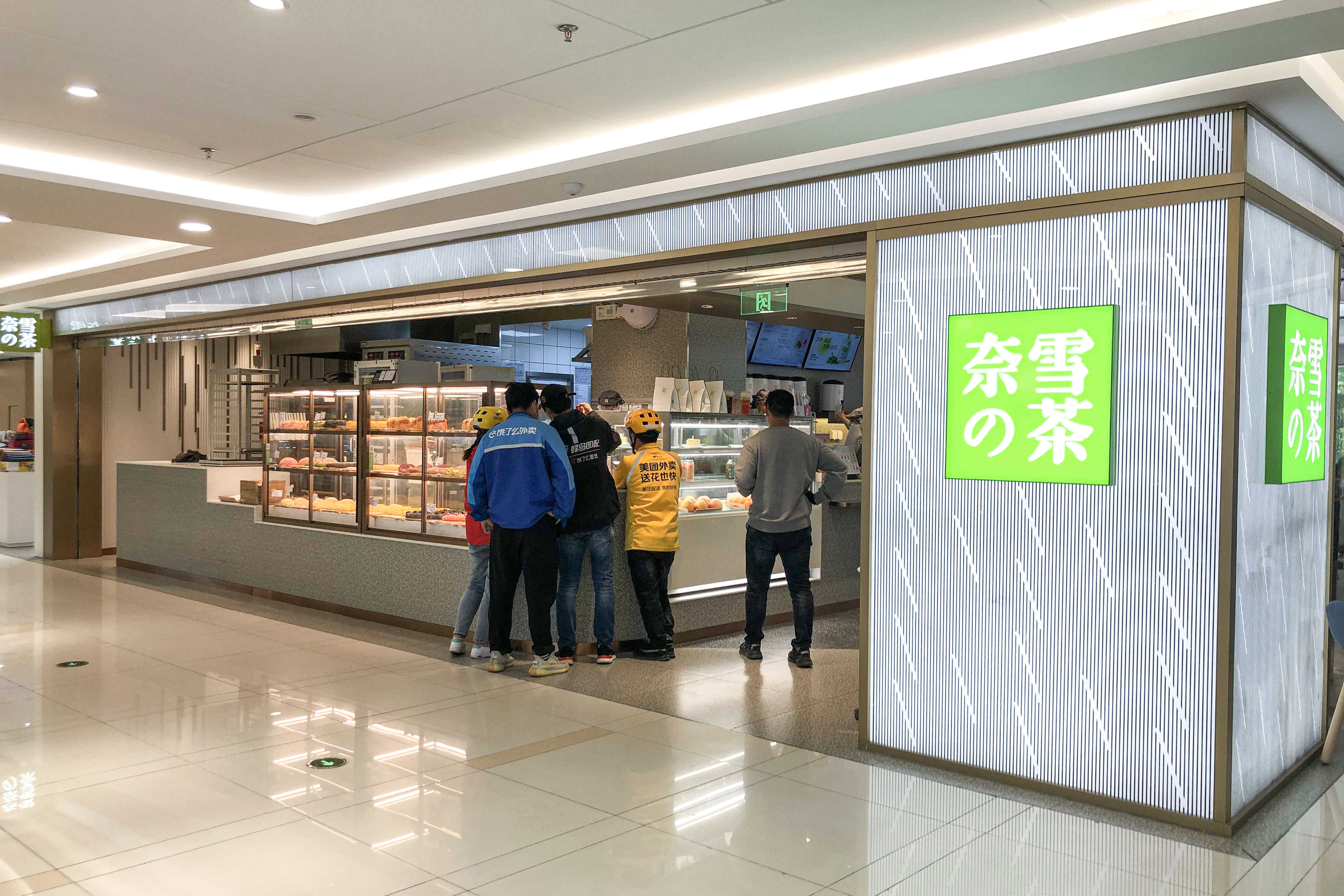
奈雪的茶北京长安商场分店

奈雪的茶（ナイシュエ、NAIXUE）は、中国の上海市で2015年に創業した茶飲料チェーン店である。
奈雪的茶控股（Nayuki Holdings）が運営しており、2021年6月には香港証券取引所に上場した。中国全土に1,000店舗以上を展開している。
当初は「奈雪の茶」（なゆきのちゃ、NAYUKI）のブランド名であったが、2022年より現在のロゴへ切り替えている。

## 概要
奈雪的茶の特徴は、お茶とソフトブレッドの組み合わせである。お茶は、中国茶、台湾茶、日本茶など、さまざまな種類を取り揃えている。ソフトブレッドは、クロワッサン、エッグタルト、マフィンなどの種類を取り揃えている。奈雪の茶は、中国に留まらず、日本や韓国にも進出している。2020年6月18日に、日本1号店「ラオックス道頓堀店」がオープンしたが、新型コロナウイルスの影響でラオックスが閉店するのに併せて、2021年9月30日に道頓堀店も閉店した。